# 倫敦洛克診所
倫敦洛克診所（英語：London Lock Hospital）是一家英國醫院，也是第一家治療性傳染病的志願性醫院。當時隨著痲瘋病人的減少，既有的漢生病療養院不再使用。1747年1月31日，為了治療梅毒等性傳染病，威廉·布羅姆費爾德在倫敦成立倫敦洛克診所。倫敦洛克診所後來發展出婦產科服務，並於1948年併入國民保健署體系，最終在1952年關閉。